# ژاک برودن
ژاک برودن (فرانسوی: Jacques Brodin‎; ۲۲ دسامبر ۱۹۴۶ – ۱ اکتبر ۲۰۱۵) شمشیرباز اهل فرانسه بود.
وی در مسابقات کشوری و بین‌المللی در مجموع برندهٔ ۱ مدال برنز شده‌است.